# Europese kampioenschappen zwemmen 2014
De Europese kampioenschappen zwemmen 2014 werden gehouden van 18 tot en met 24 augustus 2014 in het Velodrom in de Duitse hoofdstad Berlijn. Het toernooi was onderdeel van de Europese kampioenschappen zwemsporten 2014.
Nieuw op het programma waren de 4×100 meter vrije slag en de 4×100 meter wisselslag voor gemengde teams.

## Programma
|  | Series en finale |  | Series en halve finales |  | Finale |

Mannen
| Augustus          | 18 | 19 | 20 | 21 | 22 | 23 | 24 |
| ----------------- | -- | -- | -- | -- | -- | -- | -- |
| 50m vrije slag    |    |    |    |    |    |    | ●  |
| 100m vrije slag   |    |    |    |    | ●  |    |    |
| 200m vrije slag   |    |    | ●  |    |    |    |    |
| 400m vrije slag   | ●  |    |    |    |    |    |    |
| 800m vrije slag   |    |    |    |    | ●  |    |    |
| 1500m vrije slag  |    |    | ●  |    |    |    |    |
| 50m schoolslag    |    |    |    |    |    | ●  |    |
| 100m schoolslag   |    | ●  |    |    |    |    |    |
| 200m schoolslag   |    |    |    | ●  |    |    |    |
| 50m vlinderslag   |    | ●  |    |    |    |    |    |
| 100m vlinderslag  |    |    |    |    |    | ●  |    |
| 200m vlinderslag  |    |    |    | ●  |    |    |    |
| 50m rugslag       |    |    |    | ●  |    |    |    |
| 100m rugslag      |    | ●  |    |    |    |    |    |
| 200m rugslag      |    |    |    |    |    | ●  |    |
| 200m wisselslag   |    |    | ●  |    |    |    |    |
| 400m wisselslag   |    |    |    |    |    |    | ●  |
| 4×100m vrije slag | ●  |    |    |    |    |    |    |
| 4×200m vrije slag |    |    |    |    |    |    | ●  |
| 4×100m wisselslag |    |    |    |    |    | ●  |    |
| Finales           | 2  | 3  | 3  | 3  | 2  | 4  | 3  |

Vrouwen
| Augustus          | 18 | 19 | 20 | 21 | 22 | 23 | 24 |
| ----------------- | -- | -- | -- | -- | -- | -- | -- |
| 50m vrije slag    |    |    |    |    |    |    | ●  |
| 100m vrije slag   |    |    | ●  |    |    |    |    |
| 200m vrije slag   |    |    |    |    |    | ●  |    |
| 400m vrije slag   |    |    |    |    |    |    | ●  |
| 800m vrije slag   |    |    |    | ●  |    |    |    |
| 1500m vrije slag  |    |    |    |    |    | ●  |    |
| 50m schoolslag    |    |    |    |    |    |    | ●  |
| 100m schoolslag   |    |    | ●  |    |    |    |    |
| 200m schoolslag   |    |    |    |    | ●  |    |    |
| 50m vlinderslag   |    | ●  |    |    |    |    |    |
| 100m vlinderslag  |    |    |    |    | ●  |    |    |
| 200m vlinderslag  |    |    |    |    |    |    | ●  |
| 50m rugslag       |    |    |    |    |    | ●  |    |
| 100m rugslag      |    |    |    | ●  |    |    |    |
| 200m rugslag      |    | ●  |    |    |    |    |    |
| 200m wisselslag   |    |    |    | ●  |    |    |    |
| 400m wisselslag   | ●  |    |    |    |    |    |    |
| 4×100m vrije slag | ●  |    |    |    |    |    |    |
| 4×200m vrije slag |    |    |    | ●  |    |    |    |
| 4×100m wisselslag |    |    |    |    |    |    | ●  |
| Finales           | 2  | 2  | 2  | 4  | 2  | 3  | 5  |

Gemengd
| Augustus          | 18 | 19 | 20 | 21 | 22 | 23 | 24 |
| ----------------- | -- | -- | -- | -- | -- | -- | -- |
| 4×100m vrije slag |    |    |    |    | ●  |    |    |
| 4×100m wisselslag |    | ●  |    |    |    |    |    |
| Finales           |    | 1  |    |    | 1  |    |    |

## Medailles
Legenda
- WR = Wereldrecord
- ER = Europees record
- CR = Kampioenschapsrecord

### Mannen
| Onderdeel            | Goud                                                                            | Goud        | Zilver                                                                            | Zilver          | Brons                                                                    | Brons    |
| -------------------- | ------------------------------------------------------------------------------- | ----------- | --------------------------------------------------------------------------------- | --------------- | ------------------------------------------------------------------------ | -------- |
| Vrije slag           |                                                                                 |             |                                                                                   |                 |                                                                          |          |
| 50 m                 | Florent Manaudou Frankrijk                                                      | 21,32 CR    | Konrad Czerniak Polen                                                             | 21,88           | Ari-Pekka Liukkonen Finland                                              | 21,93    |
| 100 m                | Florent Manaudou Frankrijk                                                      | 47,98       | Fabien Gilot Frankrijk                                                            | 48,36           | Luca Leonardi Italië                                                     | 48,38    |
| 200 m                | Velimir Stjepanović Servië                                                      | 1.45,78     | Paul Biedermann Duitsland                                                         | 1.45,80         | Yannick Agnel Frankrijk                                                  | 1.46,65  |
| 400 m                | Velimir Stjepanović Servië                                                      | 3.45,66     | Andrea Mitchell D'Arrigo Italië                                                   | 3.46,91         | Jay Lelliott Verenigd Koninkrijk                                         | 3.47,50  |
| 800 m                | Gregorio Paltrinieri Italië                                                     | 7.44,98 CR  | Pál Joensen Faeröer                                                               | 7.48,49         | Gabriele Detti Italië                                                    | 7.49,35  |
| 1500 m               | Gregorio Paltrinieri Italië                                                     | 14.39,93 ER | Pál Joensen Faeröer                                                               | 14.50,59        | Gabriele Detti Italië                                                    | 14.52,53 |
| Rugslag              |                                                                                 |             |                                                                                   |                 |                                                                          |          |
| 50 m                 | Vladimir Morozov Rusland                                                        | 24,64       | Jérémy Stravius Frankrijk                                                         | 24,84           | Chris Walker-Hebborn Verenigd Koninkrijk                                 | 25,00    |
| 100 m                | Chris Walker-Hebborn Verenigd Koninkrijk                                        | 53,32       | Jérémy Stravius Frankrijk                                                         | 53,64           | Jan-Philip Glania Duitsland                                              | 54,15    |
| 200 m                | Radosław Kawęcki Polen                                                          | 1.56,02     | Christian Diener Duitsland                                                        | 1.57,16         | Gábor Balog Hongarije                                                    | 1.57,42  |
| Schoolslag           |                                                                                 |             |                                                                                   |                 |                                                                          |          |
| 50 m                 | Adam Peaty Verenigd Koninkrijk                                                  | 27,00       | Giedrius Titenis Litouwen                                                         | 27,34           | Damir Dugonjič Slovenië                                                  | 27,48    |
| 100 m                | Adam Peaty Verenigd Koninkrijk                                                  | 58,96       | Ross Murdoch Verenigd Koninkrijk                                                  | 59,43           | Giedrius Titenis Litouwen                                                | 59,61    |
| 200 m                | Marco Koch Duitsland                                                            | 2.07,47 CR  | Ross Murdoch Verenigd Koninkrijk                                                  | 2.07,77         | Giedrius Titenis Litouwen                                                | 2.08,93  |
| Vlinderslag          |                                                                                 |             |                                                                                   |                 |                                                                          |          |
| 50 m                 | Florent Manaudou Frankrijk                                                      | 23,00       | Niet uitgereikt                                                                   | Niet uitgereikt | Andrij Hovorov Oekraïne                                                  | 23,21    |
| 50 m                 | Jaoehen Tsoerkin Wit-Rusland                                                    | 23,00       | Niet uitgereikt                                                                   | Niet uitgereikt | Benjamin Proud Verenigd Koninkrijk                                       | 23,21    |
| 100 m                | Konrad Czerniak Polen                                                           | 51,38 CR    | László Cseh Hongarije                                                             | 51,89           | Pavel Sankovitsj Wit-Rusland                                             | 51,92    |
| 200 m                | Viktor Bromer Denemarken                                                        | 1.55,29     | Bence Biczó Hongarije                                                             | 1.55,62         | Paweł Korzeniowski Polen                                                 | 1.55,74  |
| Wisselslag           |                                                                                 |             |                                                                                   |                 |                                                                          |          |
| 200 m                | László Cseh Hongarije                                                           | 1.58,10     | Philip Heintz Duitsland                                                           | 1.58,17         | Roberto Pavoni Verenigd Koninkrijk                                       | 1.58,22  |
| 400 m                | Dávid Verrasztó Hongarije                                                       | 4.11,89     | Roberto Pavoni Verenigd Koninkrijk                                                | 4.13,75         | Federico Turrini Italië                                                  | 4.14,15  |
| Vrije slag estafette |                                                                                 |             |                                                                                   |                 |                                                                          |          |
| 4×100 m              | Frankrijk Mehdy Metella Fabien Gilot Florent Manaudou Jeremy Stravius           | 3.11,64 CR  | Rusland Andrej Gretsjin Nikita Lobintsev Aleksandr Soechoroekov Vladimir Morozov  | 3.12,67         | Italië Luca Dotto Marco Orsi Luca Leonardi Filippo Magnini               | 3.12,78  |
| 4×200 m              | Duitsland Robin Backhaus Yannick Lebherz Clemens Rapp Paul Biedermann           | 7.09,00     | Rusland Artjom Loboezov Dmitri Jermakov Aleksandr Krasnych Aleksandr Soechoroekov | 7.10,29         | België Louis Croenen Glenn Surgeloose Emmanuel Vanluchene Pieter Timmers | 7.10,39  |
| Wisselslagestafette  |                                                                                 |             |                                                                                   |                 |                                                                          |          |
| 4×100 m              | Verenigd Koninkrijk Chris Walker-Hebborn Adam Peaty Adam Barrett Benjamin Proud | 3.31,73     | Frankrijk Jérémy Stravius Giacomo Perez-Dortona Mehdy Metella Fabien Gilot        | 3.32,47         | Hongarije László Cseh Dániel Gyurta Bence Pulai Dominik Kozma            | 3.33,11  |

### Vrouwen
| Onderdeel            | Goud                                                                            | Goud        | Zilver                                                                  | Zilver          | Brons                                                                         | Brons    |
| -------------------- | ------------------------------------------------------------------------------- | ----------- | ----------------------------------------------------------------------- | --------------- | ----------------------------------------------------------------------------- | -------- |
| Vrije slag           |                                                                                 |             |                                                                         |                 |                                                                               |          |
| 50 m                 | Francesca Halsall Verenigd Koninkrijk                                           | 24,32       | Sarah Sjöström Zweden                                                   | 24,37           | Jeanette Ottesen Denemarken                                                   | 24,53    |
| 100 m                | Sarah Sjöström Zweden                                                           | 52,67 CR    | Femke Heemskerk Nederland                                               | 53,64           | Michelle Coleman Zweden                                                       | 53,75    |
| 200 m                | Federica Pellegrini Italië                                                      | 1.56,01     | Katinka Hosszú Hongarije                                                | 1.56,69         | Femke Heemskerk Nederland                                                     | 1.56,81  |
| 400 m                | Jazmin Carlin Verenigd Koninkrijk                                               | 4.03,24     | Sharon van Rouwendaal Nederland                                         | 4.03,76         | Mireia Belmonte Spanje                                                        | 4.04,01  |
| 800 m                | Jazmin Carlin Verenigd Koninkrijk                                               | 8.15,54 CR  | Mireia Belmonte Spanje                                                  | 8.21,22         | Boglárka Kapás Hongarije                                                      | 8.22,06  |
| 1500 m               | Mireia Belmonte Spanje                                                          | 15.57,29 CR | Boglárka Kapás Hongarije                                                | 16.03,04        | Martina Caramignoli Italië                                                    | 16.05,98 |
| Rugslag              |                                                                                 |             |                                                                         |                 |                                                                               |          |
| 50 m                 | Francesca Halsall Verenigd Koninkrijk                                           | 27,81       | Georgia Davies Verenigd Koninkrijk                                      | 27,82           | Mie Nielsen Denemarken                                                        | 27,87    |
| 100 m                | Katinka Hosszú Hongarije                                                        | 59,63       | Niet uitgereikt                                                         | Niet uitgereikt | Georgia Davies Verenigd Koninkrijk                                            | 59,74    |
| 100 m                | Mie Nielsen Denemarken                                                          | 59,63       | Niet uitgereikt                                                         | Niet uitgereikt | Georgia Davies Verenigd Koninkrijk                                            | 59,74    |
| 200 m                | Duane da Rocha Spanje                                                           | 2.09,37     | Elizabeth Simmonds Verenigd Koninkrijk                                  | 2.09,66         | Darja Oestinova Rusland                                                       | 2.09,79  |
| Schoolslag           |                                                                                 |             |                                                                         |                 |                                                                               |          |
| 50 m                 | Rūta Meilutytė Litouwen                                                         | 29,89       | Jennie Johansson Zweden                                                 | 30,52           | Moniek Nijhuis Nederland                                                      | 30,64    |
| 100 m                | Rikke Møller Pedersen Denemarken                                                | 1.06,23 CR  | Jennie Johansson Zweden                                                 | 1.07,04         | Arianna Castiglioni Italië                                                    | 1.07,36  |
| 200 m                | Rikke Møller Pedersen Denemarken                                                | 2.19,84 CR  | Molly Renshaw Verenigd Koninkrijk                                       | 2.23,82         | Jessica Vall Spanje                                                           | 2.24,08  |
| Vlinderslag          |                                                                                 |             |                                                                         |                 |                                                                               |          |
| 50 m                 | Sarah Sjöström Zweden                                                           | 24,98       | Jeanette Ottesen Denemarken                                             | 25,34           | Francesca Halsall Verenigd Koninkrijk                                         | 25,39    |
| 100 m                | Jeanette Ottesen Denemarken                                                     | 56,51 CR    | Sarah Sjöström Zweden                                                   | 56,53           | Ilaria Bianchi Italië                                                         | 57,71    |
| 200 m                | Mireia Belmonte Spanje                                                          | 2.04,79 CR  | Judit Ignacio Spanje                                                    | 2.06,66         | Katinka Hosszú Hongarije                                                      | 2.07,28  |
| Wisselslag           |                                                                                 |             |                                                                         |                 |                                                                               |          |
| 200 m                | Katinka Hosszú Hongarije                                                        | 2.08,11 CR  | Aimee Willmott Verenigd Koninkrijk                                      | 2.11,44         | Lisa Zaiser Oostenrijk                                                        | 2.12,17  |
| 400 m                | Katinka Hosszú Hongarije                                                        | 4.31,03 CR  | Mireia Belmonte Spanje                                                  | 4.33,13         | Aimee Willmott Verenigd Koninkrijk                                            | 4.34,69  |
| Vrije slag estafette |                                                                                 |             |                                                                         |                 |                                                                               |          |
| 4×100 m              | Zweden Michelle Coleman Magdalena Kuras Louise Hansson Sarah Sjöström           | 3.35,82     | Nederland Inge Dekker Maud van der Meer Esmee Vermeulen Femke Heemskerk | 3.36,26         | Italië Alice Mizzau Erika Ferraioli Giada Galizi Federica Pellegrini          | 3.37,63  |
| 4×200 m              | Italië Alice Mizzau Stefania Pirozzi Chiara Masini Luccetti Federica Pellegrini | 7.50,53 CR  | Zweden Michelle Coleman Louise Hansson Sarah Sjöström Stina Gardell     | 7.51,03         | Hongarije Zsuzsanna Jakabos Evelyn Verrasztó Boglárka Kapás Katinka Hosszú    | 7.54,23  |
| Wisselslagestafette  |                                                                                 |             |                                                                         |                 |                                                                               |          |
| 4×100 m              | Denemarken Mie Nielsen Rikke Møller Pedersen Jeanette Ottesen Pernille Blume    | 3.55,62 ER  | Zweden Ida Lindborg Jennie Johansson Sarah Sjöström Michelle Coleman    | 3.56,04         | Verenigd Koninkrijk Georgia Davies Sophie Taylor Jemma Lowe Francesca Halsall | 3.57,97  |

### Gemengd
| Onderdeel            | Goud                                                                             | Goud       | Zilver                                                                       | Zilver  | Brons                                                                             | Brons   |
| -------------------- | -------------------------------------------------------------------------------- | ---------- | ---------------------------------------------------------------------------- | ------- | --------------------------------------------------------------------------------- | ------- |
| Vrije slag estafette |                                                                                  |            |                                                                              |         |                                                                                   |         |
| 4×100 m              | Italië Luca Dotto Luca Leonardi Erika Ferraioli Giada Galizi                     | 3.25,02 ER | Rusland Andrej Gretsjin Vladimir Morozov Veronika Popova Margarita Nesterova | 3.25,60 | Frankrijk Clement Mignon Grégory Mallet Anna Santamans Coralie Balmy              | 3.27,02 |
| Wisselslagestafette  |                                                                                  |            |                                                                              |         |                                                                                   |         |
| 4×100 m              | Verenigd Koninkrijk Chris Walker-Hebborn Adam Peaty Jemma Lowe Francesca Halsall | 3.44,02 WR | Nederland Bastiaan Lijesen Bram Dekker Inge Dekker Femke Heemskerk           | 3.45,93 | Rusland Vladimir Morozov Vitalina Simonova Vjatsjeslav Proednikov Veronika Popova | 3.47,34 |

### Medaillespiegel
| Plaats | Land                | Goud | Zilver | Brons | Totaal |
| 1      | Verenigd Koninkrijk | 9    | 7      | 8     | 24     |
| 2      | Denemarken          | 6    | 1      | 2     | 9      |
| 3      | Hongarije           | 5    | 4      | 5     | 14     |
| 4      | Italië              | 5    | 1      | 9     | 15     |
| 5      | Frankrijk           | 4    | 4      | 2     | 10     |
| 6      | Zweden              | 3    | 6      | 1     | 10     |
| 7      | Spanje              | 3    | 3      | 2     | 8      |
| 8      | Duitsland           | 2    | 3      | 1     | 6      |
| 9      | Polen               | 2    | 1      | 1     | 4      |
| 10     | Servië              | 2    | 0      | 0     | 2      |
| 11     | Rusland             | 1    | 3      | 2     | 6      |
| 12     | Litouwen            | 1    | 1      | 2     | 4      |
| 13     | Wit-Rusland         | 1    | 0      | 1     | 2      |
| 14     | Nederland           | 0    | 4      | 2     | 6      |
| 15     | Faeröer             | 0    | 2      | 0     | 2      |
| 16     | België              | 0    | 0      | 1     | 1      |
| 16     | Finland             | 0    | 0      | 1     | 1      |
| 16     | Oekraïne            | 0    | 0      | 1     | 1      |
| 16     | Oostenrijk          | 0    | 0      | 1     | 1      |
| 16     | Slovenië            | 0    | 0      | 1     | 1      |
| Totaal | Totaal              | 44   | 40     | 43    | 127    |